# Эльвебакк, Анне
Анне Элизабет Эльвебакк-Линн (норв. Anne Elisabeth Elvebakk Linn; род. 10 мая 1966, Восс, Хордаланн) — норвежская биатлонистка и лыжница. Как биатлонистка трёхкратная чемпионка мира, обладательница Кубка мира сезона 1987/1988. В сезонах 1986/1987 и 1989/1990 была второй, а в сезоне 1990/1991 — третьей в общем зачёте. Завоевала в общей сложности 12 медалей чемпионата мира.